# Campionat de França de Rugbi Top-14 2016-2017
El Campionat de França de Rugbi Top-14 2016-2017 està organitzat per la Lliga Nacional de Rugbi de França. El vigent campió és el Racing Club de France que guanyà l'Escut de Brennus la temporada passada. S'inicià el 20 d'agost del 2016 i s'acabà el 4 de juny del 2017. Clarmont va aconseguir el seu segon títol de campió.

## Fase preliminar
| Clubs                 | AB      | USBB    | CABC    | CO      | ASM     | FCG     | SR      | LOU     | MHRC    | SP      | RCF     | SF      | RCT     | ST      |
| --------------------- | ------- | ------- | ------- | ------- | ------- | ------- | ------- | ------- | ------- | ------- | ------- | ------- | ------- | ------- |
| Aviron Bayonnais      |         | 24 – 20 | 33 – 23 | 12 – 12 | 22 – 14 | 43 – 35 | 17 – 42 | 22 – 22 | 9 – 21  | 25 – 25 | 3 – 16  | 16 – 32 | 28 – 23 | 16 – 13 |
| US Bordeaux Bègles    | 40 – 20 |         | 27 – 25 | 17 – 29 | 23 – 23 | 46 – 14 | 26 – 0  | 32 – 10 | 15 – 32 | 16 – 18 | 15 – 9  | 37 – 19 | 13 – 26 | 20 – 11 |
| CA Brive-Corrèze      | 26 – 9  | 19 – 22 |         | 33 – 27 | 16 – 40 | 23 – 22 | 29 – 28 | 22 – 6  | 28 – 25 | 38 – 25 | 25 – 16 | 28 – 20 | 15 – 5  | 21 – 19 |
| Castres Olympique     | 47 – 18 | 33 – 27 | 32 – 13 |         | 26 – 16 | 46 – 9  | 18 – 26 | 16 – 17 | 38 – 25 | 28 – 11 | 31 – 23 | 33 – 10 | 34 – 17 | 52 – 7  |
| Clermont Auvergne     | 46 – 27 | 40 – 16 | 21 – 26 | 29 – 19 |         | 21 – 20 | 30 – 26 | 16 – 13 | 19 – 28 | 65 – 13 | 47 – 10 | 46 – 10 | 30 – 6  | 29 – 25 |
| FC Grenoble           | 44 – 16 | 22 – 24 | 36 – 23 | 21 – 20 | 18 – 59 |         | 19 – 22 | 53 – 21 | 31 – 51 | 38 – 39 | 19 – 10 | 44 – 22 | 23 – 23 | 26 – 22 |
| Stade rochelais       | 34 – 17 | 16 – 5  | 36 – 17 | 22 – 8  | 30 – 30 | 40 – 3  |         | 43 – 18 | 40 – 37 | 27 – 6  | 23 – 23 | 37 – 18 | 17 – 17 | 25 – 19 |
| Lyon OL U             | 52 – 7  | 19 – 16 | 15 – 15 | 19 – 23 | 20 – 23 | 32 – 13 | 29 – 25 |         | 16 – 3  | 27 – 22 | 37 – 25 | 35 – 33 | 27 – 13 | 25 – 20 |
| Montpellier HRC       | 61 – 22 | 31 – 26 | 42 – 13 | 28 – 19 | 22 – 26 | 54 – 14 | 12 – 11 | 25 – 20 |         | 41 – 13 | 54 – 3  | 27 – 26 | 33 – 29 | 27 – 18 |
| Section Paloise       | 25 – 9  | 28 – 30 | 32 – 27 | 18 – 12 | 40 – 35 | 39 – 22 | 13 – 23 | 38 – 15 | 32 – 27 |         | 26 – 17 | 23 – 6  | 28 – 22 | 20 – 24 |
| Racing Club de France | 59 – 20 | 22 – 20 | 33 – 23 | 23 – 10 | 27 – 24 | 29 – 24 | 15 – 38 | 29 – 16 | 21 – 9  | 34 – 32 |         | 29 – 22 | 41 – 30 | 28 – 14 |
| Stade Français        | 51 – 5  | 29 – 9  | 12 – 10 | 29 – 25 | 30 – 30 | 54 – 20 | 31 – 26 | 25 – 19 | 21 – 17 | 51 – 16 | 27 – 13 |         | 17 – 11 | 15 – 18 |
| Rugby Club Toulonnais | 82 – 14 | 37 – 10 | 21 – 25 | 23 – 14 | 23 – 21 | 42 – 12 | 20 – 23 | 31 – 17 | 28 – 6  | 32 – 12 | 17 – 11 | 31 – 12 |         | 33 – 23 |
| Stade Toulousain      | 40 – 12 | 22 – 17 | 30 – 12 | 16 – 15 | 26 – 20 | 31 – 3  | 21 – 27 | 40 – 26 | 20 – 12 | 10 – 20 | 8 – 10  | 23 – 18 | 15 – 32 |         |

## Classificació
| Classificació general del Top 14 | Classificació general del Top 14 | Classificació general del Top 14 | Classificació general del Top 14 | Classificació general del Top 14 | Classificació general del Top 14 | Classificació general del Top 14 | Classificació general del Top 14 | Classificació general del Top 14 | Classificació general del Top 14 | Classificació general del Top 14 | Classificació general del Top 14 | Classificació general del Top 14 | Classificació general del Top 14 | Classificació general del Top 14 |
| Class.                           | Clubs                            | Pts                              | J                                | G                                | E                                | P                                | B0                               | BD                               | pf                               | pc                               | p±                               | af                               | ac                               | a±                               |
| -------------------------------- | -------------------------------- | -------------------------------- | -------------------------------- | -------------------------------- | -------------------------------- | -------------------------------- | -------------------------------- | -------------------------------- | -------------------------------- | -------------------------------- | -------------------------------- | -------------------------------- | -------------------------------- | -------------------------------- |
| 1.                               | Stade rochelais                  | 85                               | 26                               | 17                               | 3                                | 6                                | 6                                | 5                                | 707                              | 498                              | 209                              | 68                               | 46                               | 22                               |
| 2.                               | Clermont Auvergne                | 78                               | 26                               | 15                               | 3                                | 8                                | 8                                | 4                                | 800                              | 562                              | 238                              | 87                               | 58                               | 29                               |
| 3.                               | Montpellier HRC                  | 76                               | 26                               | 16                               | 0                                | 10                               | 7                                | 5                                | 750                              | 564                              | 186                              | 79                               | 50                               | 29                               |
| 4.                               | Rugby Club Toulonnais            | 69                               | 26                               | 14                               | 2                                | 10                               | 5                                | 4                                | 674                              | 511                              | 163                              | 68                               | 50                               | 18                               |
| 5.                               | Castres Olympique                | 63                               | 26                               | 13                               | 1                                | 12                               | 5                                | 4                                | 667                              | 509                              | 158                              | 66                               | 38                               | 28                               |
| 6.                               | Racing Club de France            | 62                               | 26                               | 14                               | 1                                | 11                               | 3                                | 1                                | 586                              | 616                              | -30                              | 63                               | 61                               | 2                                |
| 7.                               | Stade Français                   | 59                               | 26                               | 12                               | 1                                | 13                               | 5                                | 4                                | 643                              | 638                              | 5                                | 66                               | 59                               | 7                                |
| 8.                               | CA Brive-Corrèze                 | 58                               | 26                               | 13                               | 1                                | 12                               | 0                                | 4                                | 577                              | 634                              | -57                              | 41                               | 61                               | -20                              |
| 9.                               | Section Paloise                  | 57                               | 26                               | 12                               | 1                                | 13                               | 2                                | 5                                | 604                              | 701                              | -97                              | 58                               | 70                               | -12                              |
| 10.                              | Lyon OL U                        | 55                               | 26                               | 11                               | 2                                | 13                               | 3                                | 4                                | 573                              | 632                              | -59                              | 55                               | 56                               | -1                               |
| 11.                              | US Bordeaux Bègles               | 54                               | 26                               | 11                               | 1                                | 14                               | 2                                | 6                                | 569                              | 581                              | -12                              | 50                               | 52                               | -2                               |
| 12.                              | Stade Toulousain                 | 53                               | 26                               | 11                               | 0                                | 15                               | 3                                | 6                                | 537                              | 561                              | -24                              | 53                               | 46                               | 7                                |
| 13.                              | FC Grenoble                      | 38                               | 26                               | 7                                | 1                                | 18                               | 2                                | 6                                | 611                              | 852                              | -241                             | 58                               | 99                               | -41                              |
| 14.                              | Aviron Bayonnais                 | 30                               | 26                               | 6                                | 3                                | 17                               | 0                                | 0                                | 466                              | 905                              | -439                             | 41                               | 107                              | -66                              |

## Fase final
| Lliguetes prèvies a semifinals | Lliguetes prèvies a semifinals | Lliguetes prèvies a semifinals |
| ------------------------------ | ------------------------------ | ------------------------------ |
| Rugby Club Toulonnais          | 26 – 22                        | Castres Olympique              |
| Montpellier HRC                | 13 – 22                        | Racing Club de France          |

| Semifinals        | Semifinals | Semifinals            |
| ----------------- | ---------- | --------------------- |
| Stade rochelais   | 15 – 18    | Rugby Club Toulonnais |
| Clermont Auvergne | 37 – 31    | Racing Club de France |

| Final             | Final   | Final                 |
| ----------------- | ------- | --------------------- |
| Clermont Auvergne | 22 – 16 | Rugby Club Toulonnais |

| Campió            |
| ----------------- |
| Clermont Auvergne |